# کتاب چی شمالی
کتاب چی شمالی (انگلیسی: Book of Northern Qi) تاریخ رسمی سلسله تاریخ چین مربوط به سلسله چی شمالی بود. این کتاب توسط مورخ دودمان تانگ، لی باایو (李 百 藥) نوشته شده و در سال ۶۳۶ به پایان رسیده‌است. این کتاب در فهرست  بیست و چهار تاریخ چین ذکر شده‌است. کتاب اصلی شامل ۵۰ فصل بود، اما در دوره دودمان سونگ یافت شد که تنها ۱۷ فصل آن سالم بود. بقیه هم گم شده‌اند.